# Bryocarpum
Bryocarpum es un género monotípico de plantas  perteneciente a la familia de las Primuláceas. Su única especie: Bryocarpum himalaicum es originaria del sur de Asia.

## Descripción
Es una planta con rizomas de 1,5 a 5 cm de longitud, con escamas rectangulares. Pecíolo de 3,5 - 11 cm, por lo general más largo que la lámina de las hojas, ovadas a ovado-oblongas, de  3 - 7 x 2 - 3.5 (- 4) cm, margen casi entero a oscuramente crenulado, el ápice obtuso a redondeado. Escapos 1 - 3 por roseta, de 10 - 20 cm, alargándose hasta 35 cm con la fruta. Cáliz 7-12 mm, lóbulos lanceolados, escasamente punteados de negro glandular. Corola amarilla, 1,5 - 2,5 cm, con lóbulos lineales, 2,5 - 4 mm de ancho. El fruto es una cápsula de 4 a 8 cm. Florece en mayo.

## Distribución y hábitat
Se encuentra en los bosques de Pinus y bosques mixtos; a una altitud de 3000 - 4000 metros, en Xizang de China, Bután, Nepal y Sikkim.

## Taxonomía
Bryocarpum himalaicum fue descrita por Hook.f. & Thomson y publicado en Hooker's Journal of Botany and Kew Garden Miscellany 9: 200. 1857.